# Grand Prix automobile du Japon 1991
GP précédent GP suivant
Le Grand Prix automobile du Japon 1991 (Fuji Television Japanese Grand Prix). disputé sur le circuit de Suzuka le 20 octobre 1991, est la 515e épreuve du championnat du monde de Formule 1 courue depuis 1950 et la quinzième manche du championnat 1991.

## Classement
| Pos. | No | Pilote             | Écurie               | Tours | Temps/Abandon                      | Grille | Points |
| ---- | -- | ------------------ | -------------------- | ----- | ---------------------------------- | ------ | ------ |
| 1    | 2  | Gerhard Berger     | McLaren-Honda        | 53    | 1 h 32 min 10 s 695 (202,298 km/h) | 1      | 10     |
| 2    | 1  | Ayrton Senna       | McLaren-Honda        | 53    | + 0 s 344                          | 2      | 6      |
| 3    | 6  | Riccardo Patrese   | Williams-Renault     | 53    | + 56 s 731                         | 5      | 4      |
| 4    | 27 | Alain Prost        | Ferrari              | 53    | + 1 min 20 s 761                   | 4      | 3      |
| 5    | 7  | Martin Brundle     | Brabham-Yamaha       | 52    | + 1 tour                           | 19     | 2      |
| 6    | 4  | Stefano Modena     | Tyrrell-Honda        | 52    | + 1 tour                           | 14     | 1      |
| 7    | 20 | Nelson Piquet      | Benetton-Ford        | 52    | + 1 tour                           | 10     |        |
| 8    | 15 | Mauricio Gugelmin  | Leyton House-Ilmor   | 52    | + 1 tour                           | 18     |        |
| 9    | 25 | Thierry Boutsen    | Ligier-Lamborghini   | 52    | + 1 tour                           | 17     |        |
| 10   | 10 | Alex Caffi         | Footwork-Porsche     | 51    | + 2 tours                          | 26     |        |
| 11   | 14 | Gabriele Tarquini  | Fondmetal-Ford       | 50    | + 3 tours                          | 24     |        |
| Abd. | 26 | Érik Comas         | Ligier-Lamborghini   | 41    | Alternateur                        | 20     |        |
| Abd. | 23 | Pierluigi Martini  | Minardi-Ferrari      | 39    | Embrayage                          | 7      |        |
| Abd. | 19 | Michael Schumacher | Benetton-Ford        | 34    | Moteur                             | 9      |        |
| Abd. | 12 | Johnny Herbert     | Lotus-Judd           | 31    | Moteur                             | 23     |        |
| Abd. | 3  | Satoru Nakajima    | Tyrrell-Honda        | 30    | Accident                           | 15     |        |
| Abd. | 30 | Aguri Suzuki       | Larrousse-Ford       | 26    | Panne électrique                   | 25     |        |
| Abd. | 24 | Gianni Morbidelli  | Minardi-Ferrari      | 15    | Roue                               | 8      |        |
| Abd. | 5  | Nigel Mansell      | Williams-Renault     | 9     | Sortie de piste                    | 3      |        |
| Abd. | 32 | Alessandro Zanardi | Jordan-Ford          | 7     | Boîte de vitesses                  | 13     |        |
| Abd. | 11 | Mika Häkkinen      | Lotus-Judd           | 4     | Moteur                             | 21     |        |
| Abd. | 33 | Andrea De Cesaris  | Jordan-Ford          | 1     | Collision                          | 11     |        |
| Abd. | 22 | Jyrki Järvilehto   | Scuderia Italia-Judd | 1     | Collision                          | 12     |        |
| Abd. | 21 | Emanuele Pirro     | Scuderia Italia-Judd | 1     | Collision                          | 16     |        |
| Abd. | 16 | Karl Wendlinger    | Leyton House-Ilmor   | 1     | Collision                          | 22     |        |
| Abd. | 28 | Jean Alesi         | Ferrari              | 0     | Moteur                             | 6      |        |
| Nq.  | 9  | Michele Alboreto   | Footwork-Porsche     |       | Non qualifié                       |        |        |
| Nq.  | 34 | Nicola Larini      | Modena-Lamborghini   |       | Non qualifié                       |        |        |
| Nq.  | 35 | Eric van de Poele  | Modena-Lamborghini   |       | Non qualifié                       |        |        |
| Nq.  | 29 | Éric Bernard       | Larrousse-Ford       |       | Non qualifié                       |        |        |
| Npq. | 8  | Mark Blundell      | Brabham-Yamaha       |       | Non préqualifié                    |        |        |
| Npq. | 31 | Naoki Hattori      | Coloni-Ford          |       | Non préqualifié                    |        |        |

## Pole position et record du tour
- Pole position : Gerhard Berger en 1 min 34 s 700 (vitesse moyenne : 222,919 km/h).
- Meilleur tour en course : Ayrton Senna en 1 min 41 s 532 au 39e tour (vitesse moyenne : 207,919 km/h).

## Tours en tête
- Gerhard Berger : 18 (1-17 / 53)
- Ayrton Senna : 33 (18-21 / 24-52)
- Riccardo Patrese : 2 (22-23)

## Statistiques
- 6e victoire pour Gerhard Berger.
- 93e victoire pour McLaren en tant que constructeur.
- 65e victoire pour Honda en tant que motoriste.
- Nelson Piquet, qualifié en dixième position, a pris le départ en fond de grille pour avoir fait réparer sa voiture.
- 864e et dernier point en Grand Prix pour l'écurie Brabham.
- Retrait de la compétition pour l'écurie AGS.
- Éric Bernard se blesse gravement aux essais, il sera absent pendant deux saisons.
- Dernier Grand Prix pour Alain Prost avant son retour en 1993 après une année sabbatique.